# Astoria River
Astoria River är ett vattendrag i Kanada.   Det ligger i provinsen Alberta, i den centrala delen av landet, 3 100 km väster om huvudstaden Ottawa.
I omgivningarna runt Astoria River växer i huvudsak barrskog. Trakten runt Astoria River är nära nog obefolkad, med mindre än två invånare per kvadratkilometer.